# كلف
الكَلَف أو البَرَش أو قناع الحمل (بالإنجليزية: Melasma)‏ هو سُمرة أو تبدل لون غامق يصيب البشرة، يعرف بقناع الحمل عندما يصيب الحوامل، يمكن أن يصيب الكلف أي شخص إلا أنه أكثر شيوعاً عند النساء وخاصة الحوامل أو اللائي يتناولن موانع الحمل الفموية، الكلف شائع لدى عرق الأمريكيين الأصليين ويظهر على الساعد كما أنه منتشر بين العرقية الألمانية الروسية وبعض الأعراق اليهودية حيث يظهر بشكل خاص على الوجه سُمرة أو تبدل لون غامق.

## الأعراض
يظهر الكلف بشكل لطخات وبقع غير منتظمة مغايرة للون الجلد الطبيعي (عادة ما تكون أغمق من الجلد المحيط) وتظهر على الخدود والأنف والشفة العليا والجبهة، تتطور هذه البقع تدريجياً على مدى فترة طويلة من الزمن ولا تسبب أية أعراض أخرى ولا تعدو كونها عيباً تجميلياً.

## السبب
يحدث الكلف نتيجة تحفيز الخلايا المصنعة لصبغة الميلانين (الخلايا الميلانينية) نتيجة زيادة في إفراز هرمون الاستروجين أو البروجسترون، مما يدفع هذه الخلايا إلى أفراز صبغة الميلانين بكمية كبيرة لدى تعرضها لأشعة الشمس. النساء ذوي البشرة البنية الكاشفة واللاتي يسكن مناطق مشمسة هن الأكثر عرضة للكلف. تلعب القابلية الجينية دوراً هاماً في تكون الكلف، كما تزيد احتمالية حدوث الكلف عند وجود أمراض الغدة الدرقية، ويعتقد أن زيادة إفراز الهرمون المحفز للخلايا الميلانينية الحاصلة نتيجة التوتر قد تسبب تفشيات الكلف. يمكن أن يظهر الكلف مرافقاً لداء أديسون (قصور قشر الكظر) ويحدث في الوجه وفي الأماكن التي تتعرض للرضح والاحتكاك من الجلد.

## التشخيص
يمكن تشخيص الكلف عبر فحص البقع الجلدية تحت ضوء وود (طول موجي340 - 400 nm) حيث تظهر زيادة كمية الميلانين في البشرة أكثر منها في الأدمة.

## العلاج
تختفي البقع عادة من تلقاء نفسها في غالبية الحالات، وتستغرق عدة شهور لكي تختفي كما أن وضع المولود وانتهاء الحمل أو وقف حبوب منع الحمل يساهم في اختفاء البقع.
توجد عدة مستحضرات وعقاقير تسرع في زوال البقع منها:
- كريم الهايدروكوينون (بالإنجليزية: hydroquinone)‏ الموضعي (2% و4%) وهو هو مثبط لأنزيم التايرونيز الذي يساهم في تصنيع صبغة الميلانين.
- مستضرات التريتينوين (بالإنجليزية: Tretinoin)‏ الفموية أو الموضعية التي هي مركبات شبيهة بفيتامين أ تزيد من تقشير الجلد، لا يمكن استخدام هذه العقاقير أثناء الحمل لما تحمله من خطر بالغ على الجنين.
- حمض الأزيليك (بالإنجليزية: Azelaic acid)‏: يخفف من نشاط الخلايا الميلانينية